# 杉原杏璃
杉原 杏璃（すぎはら あんり、1982年〈昭和57年〉6月12日 - ）は、日本のタレント、投資家、実業家、元グラビアアイドル。広島県福山市出身。スターダストプロモーション、ARIMAX、フィットを経てフリー。

## 来歴
広島県立福山葦陽高等学校卒業。
高校卒業後、上京。「背が低くて、声が高い所を生かしたい」と思い、グラビアでやっていこうと決めた。
2012年、広島県観光秘書に就任する。
2015年に発表した自伝的小説『…and LOVE』が、2017年に自らの主演で映画化される。
2015年に立ち上げたソフト補正下着のブランド「Andijur」が大手通販専門チャンネルで大ヒットする。
2017年1月20日発売のDVD『Last Kiss～杉原杏璃ファイナルイメージ』でイメージDVDの仕事に終止符を打ったことでグラビア引退との噂されたが、同年7月2日に都内で行われたDVD発売記念イベントで「DVDが最後というだけで、グラビアを完全にやめる訳ではないので、ペースは落ちてしまいますけど、グラビア活動をやっていきます」と否定したが、結婚を機にグラビア活動から離れた。
2018年10月26日、音楽出版会社の代表取締役の男性と結婚したことをブログで公表した。37歳の誕生日にあたる2019年6月12日に、神田明神で挙式。
2019年6月1日、以前より続けてきた株式投資経験やノウハウを綴った単行本『株は夢をかなえる道具 女子のための株式投資入門』を発売。翌2020年には不動産投資に関する単行本『不動産投資は自分らしく生きる道具』を発売した。
2021年4月3日に一部報道を受けてブログを更新し、1年前に離婚していたことを明かした。
2022年12月、当年で40歳とデビュー25周年となる節目に2023年6月まで期間限定でグラビア復帰し、2023年1月に6年半ぶりの写真集を発売する。
2024年2月に当時の事務所であるフィットが破産宣告を受け、3月1日付でアスリート・マーケティングとマネージメント契約を締結してフリーとなった。

## 人物
母方の祖父はオランダ人。タイが好きで、特技はカポエイラ。胃下垂で食べても太れないと話している。
財テクに長けていることから「財テクアイドル」・「株ドル」とも呼ばれている。初の投資は23歳。好きが高じて買ったゲーム関連株がスマホゲームブームで上がり、資産を積み上げ29歳で家を購入し30歳で資産1億円を超える「億り人」となった。また、グラビアのフィールドを通して、投資に慣れていない人の入口になりたいと考えている。
2018年の結婚を機にグラビア活動から離れたが、もう一つの理由として33歳ぐらいから突然高所恐怖症となり、当時住んでいたタワーマンションから引っ越したり、薬を服用しながらグラビアを続けていたが飛行機に乗ると気絶するようになり飛行機NGに。さらに、デビュー時から水辺（特に海）が苦手で、飛行機NG・海NGという身体的な理由だったことを『デイリー新潮』のインタビューで明かした。

## 出演

### テレビ番組
- Harajukuロンチャーズ（2001年3月 - 2003年9月、BS朝日）
- 麻布コネクション（2001年10月 - 2002年3月、テレビ東京）
- テレバイダー（2002年4月 - 6月、東京MXテレビ）
- 電波少年的放送局（2002年10月 - 2003年6月、CS日本）
- 晴れ・どきドキ晴れ（2003年1月 - 3月、中部日本放送）
- アイドル道（2003年10月 - 2004年9月、フジテレビ721）
- みんなの挑戦物語（2004年、テレビ新広島） - 準レギュラー
- 週刊ストリートチャンネル（2005年、東京MXテレビ） - 司会アシスタント
- 〜明日も絶対〜パチるん?（2005年10月? - 、群馬テレビ） - アシスタント
- ヴィッセル神戸TV（2006年? - 12月、サンテレビ）
- 誘惑のマーメイド（2007年3月、MONDO21）
- アイドルにかけろ!（2007年4月 - 、エンタ!371）
- エンタ!SELECTION（2007年5月、エンタ!371）
- くわまんのパチラックスTV（2007年8月、テレ玉）
- やりすぎコージー（2007年10月 - 、テレビ東京） - 6代目やりすぎガール
- 美しき青木・ド・ナウ（2007年11月19日、テレビ朝日）
- 偉大なる未来図鑑（2007年12月29日、フジテレビ）
- あらびき団（2008年2月20日、TBS）
- さまぁ〜ず式（2009年2月3日、TBS） - 「ダジャレが上手いのはダレジャ?」アイドルオーディションに出演
- 浜ちゃんが!（2009年12月3日、読売テレビ）
- ダウンタウンDX（2010年4月22日、2011年2月10日、読売テレビ）
- ホンマでっか!?TV（2010年5月31日、フジテレビ）
- よゐこ部（2010年6月8日・6月15日|15日・22日、毎日テレビ） - 食物部に出演
- ゴッドタン 〜The God Tongue 神の舌〜（2010年9月8日・15日・10月20日、テレビ東京） - 「アイドルにおっぱいを見せてもらおう」コーナーに出演
- 女神降臨（MONDO TV、）、#3（2010年11月1日 - 14日）・#41（2012年4月13日 - 27日）
- 雨上がりのモテカツ3（2010年12月5日、読売テレビ）
- カキューン!!「関西衝撃映像バラエティー 過ぎるTV」（2010年12月9日、関西テレビ）
- 踊る!さんま御殿!!（2011年2月8日、日本テレビ）
- ブラックマヨネーズの学生ボウリング甲子園2011（2011年8月14日、関西テレビ）
- 爆裂バラエティー シャバダバの空に（2011年10月17日、関西テレビ）
- 秋葉系アイドルチャンネル #8（2011年10月28日、BS11）
- サンデージャポン（2011年 - 、TBS） - 不定期出演
- アンリちゃんの執事（2012年1月20日 - 2012年9月21日、テレビ新広島）
- 原口あきまさの今がぱちドキッ!（2012年2月1日、TOKYO MX）
- ロンドンハーツ（2012年5月8日・2012年6月19日・2012年8月28日、テレビ朝日）
- 淳の乾杯してみたっ!（2012年9月22日、テレビ東京）
- アンリちゃんの執事Z（2012年10月12日 - 2013年3月22日、テレビ新広島）
- 麺通団プロデュース!グラドル杉原杏璃の讃岐うどん弾丸ツアー2013（2013年5月11日、瀬戸内海放送）
- お笑いワイドショー マルコポロリ!（2013年6月30日、関西テレビ）
- 稲川淳二の怪談グランプリ2013（2013年8月25日、関西テレビ）
- 聞きこみ!ローカル線　気まぐれ下車の旅（2015年8月10日、BSジャパン）3時間スペシャル JR九州・久大本線
- ニュース女子（2015年4月 - 2021年3月、DHCシアター）
- テリー伊藤のマル金ライダー8（2016年4月 - 、TOKYO MX）
- U字工事の美味しくってごめんねごめんね～!とうほく“もっち餅"ジャーニー（2018年1月4日、テレビ朝日）

### テレビドラマ
- しあわせのシッポ 第1・2話（2002年4月11日・18日、TBS）
- 夏の日の恋〜Summer Time〜 第2話（2002年7月1日、NHK）
- 日本のこわい夜〜くも女 （2003年9月22日、TBS）
- 闇の死置人〜あなたの怨み晴らします〜（2007年1月16日、日本テレビ）
- 秘書のカガミ 第2話 （2008年4月18日、テレビ東京） - 秘書面接の若い女 役
- トミカヒーロー レスキューフォース 第28話（2008年10月11日、テレビ東京） - 主婦 役
- 撮らないで下さい!!グラビアアイドル裏物語（2012年1月 - 3月、テレビ東京） - スギハラ アンリ 役
- 大好き!かりんちゃん（2013年11月、テレビ東京） - 妻（花梨） 役
- 鉄子の育て方 第9話（2014年6月2日、名古屋テレビ） - 渡辺雅子 役

### Vシネマ
- 実写版 まいっちんぐマチコ先生 東大お受験大作戦!!（2006年）
- 真田くノ一忍法伝 かすみ 愛と裏切りの絆（2006年）
- 改造巨大ヒロインYURIA「鼓動」（2006年）
- 改造巨大ヒロインYURIA「波動」（2006年）
- グラビアヒロインUSA VANPIRE忍者 DARKFEATHER（2006年）
- グラビアヒロインUSA VANPIRE忍者 BLOOD FANG（2007年）

### インターネット
- Yahoo!動画『WE@アイドルTV』
- インターネットテレビ ひかり荘（2006年8月 - ）
- 原宿アメブロ放送局 アメガチャ!（2007年4月 - 8月） - MC
- GyaO 『懸賞GyaO』（2007年8月 - 9月）
- 『赤ペン瀧川先生の配信大学』＃37話題の「カープ女子」！杉原杏璃＆うえむらちかの特別授業！（2014年5月27日 - 、テレ朝動画）

### 舞台
- Kiss me you〜がんばったジプシー達へ〜（2002年9月）
- お笑い劇場 劇団ショートケーキ（2007年4月）

### 映画
- お墓に泊まろう!（2010年8月、よしもとクリエイティブ・エージェンシー） - 露木寛子 役
- …and LOVE（2017年3月18日） - 主演・アンリ 役[11]

### その他
- ニンテンドーDSソフト『メタルマックス3』（実写広告にて作中のキャラクターに扮して出演）
- CRラブ嬢～ご延長の方はいかがなさいますか?～（2011年5月、平和）伝説のキャバ嬢・あんり役[29]
- CRラブ嬢プラス〜今夜も、ご延長の方はいかがなさいますか?〜（2013年、平和）[30]
- パチスロ・ラブ嬢（2013年、オリンピア）リラク嬢役[31]

## 作品

### イメージDVD
| 発売日   | タイトル                              | 規格    | 品番       | メーカー                        | 備考            |
| 2006年   | 2006年                                | 2006年  | 2006年     | 2006年                          | 2006年          |
| -------- | ------------------------------------- | ------- | ---------- | ------------------------------- | --------------- |
| 3月22日  | Queen                                 | DVD     | KQT-045    | ジーオーティー                  | ※杉原アンリ名義 |
| 7月28日  | Anri My Love                          | DVD     | MMA-021    | アクアハウス                    |                 |
| 2007年   |                                       |         |            |                                 |                 |
| 1月1日   | 杏璃色                                | DVD     | VNPD-051   | ベガファクトリー                |                 |
| 1月1日   | 杏璃色                                | DVD     | VEPD-051   | ベガファクトリー                |                 |
| 2008年   |                                       |         |            |                                 |                 |
| 2月25日  | 杏璃コレクション                      | DVD     | CLMI-3     | ビーエムドットスリー            |                 |
| 6月5日   | 杉原杏璃のlife                        | DVD     | CHNS-9     | ソフト・オン・デマンド          |                 |
| 9月20日  | 杏蜜〜An-mitsu〜                      | DVD     | LCDV-40333 | ラインコミュニケーションズ      |                 |
| 12月22日 | 杏Sweet                               | DVD     | ENFD-5111  | イーネット・フロンティア        |                 |
| 2009年   |                                       |         |            |                                 |                 |
| 6月29日  | 透覗〜See Through Mode〜              | DVD     | LPFD-183   | リバプール                      |                 |
| 10月30日 | BIG LOVE                              | DVD     | MMR-88     | スパイスビジュアル              |                 |
| 2010年   |                                       |         |            |                                 |                 |
| 1月22日  | みすど mis*dol                        | DVD     | MIST-001   | @misty / メディアブランド       |                 |
| 4月23日  | 杏乳                                  | DVD     | SBVD-72    | 彩文館出版                      |                 |
| 7月20日  | 杏Lover                               | DVD     | LCDV-40428 | ラインコミュニケーションズ      |                 |
| 10月22日 | AN delusion                           | DVD     | ENFD-5259  | イーネット・フロンティア        |                 |
| 12月22日 | 杏limited                             | DVD     | LPDD-66    | リバプール                      |                 |
| 2011年   |                                       |         |            |                                 |                 |
| 4月15日  | みすど mis*dol 杉原杏璃 2             | DVD     | MIST-006   | @misty / M.B.D.メディアブランド |                 |
| 6月24日  | 杏limited                             | DVD     | LPDD-1066  | リバプール                      |                 |
| 7月29日  | アプリコットLOVE 3D&2D                | DVD     | TSDV-45011 | 竹書房                          |                 |
| 10月20日 | アンブロシア〜美味しいアンリ          | DVD     | LCDV-40488 | ラインコミュニケーションズ      |                 |
| 10月20日 | ボクのアンリ                          | DVD     | LCDV-40489 | ラインコミュニケーションズ      |                 |
| 2012年   |                                       |         |            |                                 |                 |
| 1月28日  | 秘書アンリ                            | DVD     | WBDV-0076  | ワニブックス                    |                 |
| 4月20日  | じーっと見つめて…                     | DVD     | ENFD-5378  | イーネット・フロンティア        |                 |
| 7月20日  | 杏璃〜夏ものがたり                    | DVD     | LCDV-40530 | ラインコミュニケーションズ      |                 |
| 10月26日 | アンリの日記                          | DVD     | TSDV-41474 | 竹書房                          |                 |
| 2013年   |                                       |         |            |                                 |                 |
| 1月24日  | 夢の世界へ                            | DVD     | ENFD-5434  | イーネット・フロンティア        |                 |
| 4月20日  | 亜細亜の恋                            | DVD     | LCDV-40575 | ラインコミュニケーションズ      |                 |
| 4月20日  | 亜細亜の恋                            | Blu-ray | LCBD-00575 | ラインコミュニケーションズ      |                 |
| 7月26日  | フェアリーテール                      | DVD     | TSDV-41544 | 竹書房                          |                 |
| 10月25日 | 理想的な彼女                          | DVD     | WBDV-0093  | ワニブックス                    |                 |
| 2014年   |                                       |         |            |                                 |                 |
| 1月20日  | なまアンリ、ゆめアンリ                | DVD     | LCDV-40620 | ラインコミュニケーションズ      |                 |
| 1月20日  | なまアンリ、ゆめアンリ                | Blu-ray | LCBD-00620 | ラインコミュニケーションズ      |                 |
| 4月24日  | あん・あん・あん                      | DVD     | ENFD-5545  | イーネット・フロンティア        |                 |
| 7月20日  | 白珠杏蜜                              | DVD     | LCDV-40649 | ラインコミュニケーションズ      |                 |
| 7月20日  | 白珠杏蜜                              | Blu-ray | LCBD-00649 | ラインコミュニケーションズ      |                 |
| 10月31日 | アンリ先生                            | DVD     | MMR-AZ001  | スパイスビジュアル              |                 |
| 2015年   |                                       |         |            |                                 |                 |
| 1月25日  | 杏Resort                              | DVD     | WBDV-0107  | ワニブックス                    |                 |
| 4月20日  | となりのアンリ                        | DVD     | LCDV-40687 | ラインコミュニケーションズ      |                 |
| 4月20日  | となりのアンリ                        | Blu-ray | LCBD-00687 | ラインコミュニケーションズ      |                 |
| 7月23日  | MADE IN ANRI                          | DVD     | ENFD-5649  | イーネット・フロンティア        |                 |
| 10月20日 | 東京アンリ                            | DVD     | LCDV-40712 | ラインコミュニケーションズ      |                 |
| 10月20日 | 東京アンリ                            | Blu-ray | LCBD-00712 | ラインコミュニケーションズ      |                 |
| 2016年   |                                       |         |            |                                 |                 |
| 8月20日  | ANRI                                  | DVD     | WBDV-0124  | ワニブックス                    |                 |
| 2017年   |                                       |         |            |                                 |                 |
| 6月20日  | Last Kiss～杉原杏璃ファイナルイメージ | DVD     | LCDV-40776 | ラインコミュニケーションズ      | ※ラストDVD      |
| 6月20日  | Last Kiss～杉原杏璃ファイナルイメージ | Blu-ray | LCBD-00776 | ラインコミュニケーションズ      | ※ラストDVD      |

### WEBサイト
- みすど mis*dol 杉原杏璃＠mistyグラビア第1弾〜第3弾（@misty）

## 書籍

### 著書
- …and LOVE（2015年6月20日、双葉社、ISBN 978-4575309034） - 自伝的小説
- 株は夢をかなえる道具 女子のための株式投資入門（2019年6月1日、祥伝社）
- 不動産投資は自分らしく生きる道具（2020年7月1日、 祥伝社）
- マンガでよくわかる株1年生 億り人杉原杏璃と一緒に（2021年12月、かんき出版）
- お金に働いてもらう！ほったらかし投資（2022年11月、ポプラ社）[32]

### 写真集
- Vanilla（2003年12月15日、バウハウス、撮影：塚田和徳）ISBN 978-4894619609
- Anri My Love（2006年5月31日、アクアハウス、撮影：斉木弘吉）ISBN 978-4860461058
- unjour（2010年2月25日、彩文館出版、撮影：加納典譲）ISBN 978-4-7756-0465-6
- AN-mirage（sabraDVDムック）（2010年9月22日、小学館、撮影：西條彰仁）ISBN 978-4-09-103088-7
- AnRibbon（2011年12月21日、ワニブックス、撮影：上野勇、資人導）ISBN 978-4847044199
- 30 vole de kyaa（2012年12月7日、講談社）ISBN  978-4062181006
- こんな杏璃見たことない!（2013年9月27日、ワニブックス）ISBN 978-4847045783
- 杉原杏璃 as32（学研ムック）（2014年8月29日、学研マーケティング、編集：BOMB編集部）ISBN 978-4056106084
- Colorless（2014年12月20日、ワニブックス、撮影：木村晴）ISBN 978-4847047015
- ANRI（2016年6月12日、ワニブックス、撮影：西條彰仁）ISBN 978-4847048449
- それから、（2023年1月27日、ワニブックス、撮影：西條彰仁）ISBN 978-4847084706